# Diego Hernández (football)
Diego Hernández, né le 22 juin 2000 à Montevideo en Uruguay, est un footballeur uruguayen qui joue au poste d'ailier gauche au Club León, en prêt de Botafogo FR.

## Biographie

### En club
Né à Montevideo en Uruguay, Diego Hernández est originaire du quartier de Villa Española où il commence le football dans le club local. Il est repéré par le CA Peñarol mais n'est pas conservé par le club. Il rejoint alors l'un des autres clubs de la capitale uruguayenne, le Montevideo Wanderers, où il est formé.
Il débute en professionnel le 12 septembre 2020, lors d'un match de championnat face au Club Plaza Colonia. Il entre en cours de partie à la place de Leonardo País, et son équipe s'incline par deux buts à un,.
Hernández inscrit son premier but en professionnel le 18 janvier 2021, contre le Defensor SC, en championnat. Il entre en jeu et marque le but égalisateur dans le temps additionnel (1-1 score final). Lors de la journée suivante, le 21 janvier 2021 contre le Danubio FC, il se fait remarquer en marquant de nouveau et en délivrant une passe décisive après être entré en jeu, permettant à son équipe de s'imposer par deux buts à zéro.
Le 26 mai 2023, Hernández s'engage au Botafogo FR jusqu'en 2026.

### En sélection
En mars 2023, Diego Hernández est convoqué pour la première fois avec l'équipe nationale d'Uruguay par le sélectionneur Marcelo Broli. Il vient notamment pour remplacer Giorgian De Arrascaeta, forfait sur blessure,. 